# Miguel Ángel Ramírez
Miguel Ángel Ramírez Medina (Las Palmas de Gran Canaria, 23 ottobre 1984) è un allenatore di calcio spagnolo.

## Carriera
Ha iniziato ad allenare in giovanissima età, partendo dalla cantera del Las Palmas, squadra della sua città natale. Lavora in seguito per un breve periodo in Grecia, prima di tornare al Las Palmas; nel 2012 si trasferisce in Qatar per seguire il progetto dell'Aspire Academy, voluto direttamente da Roberto Olabe, allora nella dirigenza della struttura. Dopo sei anni trascorsi nel paese mediorientale, nel 2018 passa al settore giovanile dell'Independiente del Valle, di cui nel maggio del 2019 viene nominato allenatore della prima squadra. Dopo pochi mesi vince la Coppa Sudamericana, primo trofeo internazionale nella storia del club, diventando contemporaneamente il primo tecnico spagnolo ad ottenere un trofeo CONMEBOL. Lascia il club nel dicembre del 2020.
Il 7 luglio 2021, Ramírez è stato annunciato come il nuovo capo allenatore del club americano Charlotte FC per la prima stagione del club in Major League Soccer.

## Statistiche

### Statistiche da allenatore

#### Club
Statistiche aggiornate al 10 ottobre 2023. In grassetto le competizioni vinte.
| Stagione                       | Squadra                        | Campionato                     | Campionato | Campionato | Campionato | Campionato | Coppe nazionali | Coppe nazionali | Coppe nazionali | Coppe nazionali | Coppe nazionali | Coppe continentali | Coppe continentali | Coppe continentali | Coppe continentali | Coppe continentali | Altre coppe | Altre coppe | Altre coppe | Altre coppe | Altre coppe | Totale | Totale | Totale | Totale | % Vittorie | Piazzamento |
| Stagione                       | Squadra                        | Comp                           | G          | V          | N          | P          | Comp            | G               | V               | N               | P               | Comp               | G                  | V                  | N                  | P                  | Comp        | G           | V           | N           | P           | G      | V      | N      | P      | %          | Piazzamento |
| ------------------------------ | ------------------------------ | ------------------------------ | ---------- | ---------- | ---------- | ---------- | --------------- | --------------- | --------------- | --------------- | --------------- | ------------------ | ------------------ | ------------------ | ------------------ | ------------------ | ----------- | ----------- | ----------- | ----------- | ----------- | ------ | ------ | ------ | ------ | ---------- | ----------- |
| mag.-nov. 2019                 | Independiente del Valle        | A                              | 18+2       | 7          | 4+2        | 7          | CE              | 4               | 0               | 2               | 2               | CS                 | 9                  | 5                  | 2                  | 2                  | -           | -           | -           | -           | -           | 33     | 12     | 10     | 11     | 36,36      | Sub, 5°     |
| 2020                           | Independiente del Valle        | A                              | 30         | 16         | 6          | 8          | -               | -               | -               | -               | -               | CL                 | 8                  | 4                  | 2                  | 2                  | RS          | 2           | 0           | 1           | 1           | 40     | 20     | 9      | 11     | 50,00      | 3°          |
| Totale Independiente del Valle | Totale Independiente del Valle | Totale Independiente del Valle | 48+2       | 23         | 10+2       | 15         |                 | 4               | 0               | 2               | 2               |                    | 17                 | 9                  | 4                  | 4                  |             | 2           | 0           | 1           | 1           | 73     | 32     | 19     | 22     | 43,84      |             |
| mar.-giu. 2021                 | Internacional                  | PD/RS+A                        | 14+2       | 7+0        | 3+1        | 4+1        | CB              | 2               | 1               | 0               | 1               | CL                 | 6                  | 3                  | 1                  | 2                  | -           | -           | -           | -           | -           | 24     | 11     | 5      | 8      | 45,83      | Eson        |
| feb.-mag. 2022                 | Charlotte FC                   | MLS                            | 14         | 5          | 1          | 8          | USOC            | 3               | 2               | 0               | 1               | -                  | -                  | -                  | -                  | -                  | -           | -           | -           | -           | -           | 17     | 7      | 1      | 9      | 41,18      | Eson        |
| gen.-mag. 2023                 | Sporting Gijón                 | SD                             | 19         | 5          | 7          | 7          | CR              | 1               | 0               | 0               | 1               | -                  | -                  | -                  | -                  | -                  | -           | -           | -           | -           | -           | 20     | 5      | 7      | 8      | 25,00      | Sub, 17°    |
| 2023-2024                      | Sporting Gijón                 | SD                             | 42+2       | 18         | 11+1       | 13+1       | CR              | 2               | 1               | 0               | 1               | -                  | -                  | -                  | -                  | -                  | -           | -           | -           | -           | -           | 46     | 19     | 12     | 15     | 41,30      | 5°          |
| Totale Sporting Gijon          | Totale Sporting Gijon          | Totale Sporting Gijon          | 61+2       | 23         | 18+1       | 20+1       |                 | 3               | 1               | 0               | 2               |                    | -                  | -                  | -                  | -                  |             | -           | -           | -           | -           | 66     | 24     | 19     | 23     | 36,36      |             |
| ago.-set. 2024                 | Al-Wakrah                      | QSL                            | 4          | 1          | 2          | 1          | QSC+EQC         | 2+0             | 2+0             | 0+0             | 0+0             | ACL                | 1                  | 0                  | 0                  | 1                  | -           | -           | -           | -           | -           | 7      | 3      | 2      | 2      | 42,86      | Eson        |
| Totale carriera                | Totale carriera                | Totale carriera                | 147        | 59         | 38         | 50         |                 | 14              | 6               | 2               | 6               |                    | 24                 | 12                 | 5                  | 7                  |             | 2           | 0           | 1           | 1           | 187    | 77     | 46     | 64     | 41,18      |             |

## Palmarès

### Club

#### Competizioni internazionali
- Coppa Sudamericana: 1

Independiente del Valle: 2019